# Ocupación soviética de Manchuria
La Ocupación soviética de Manchuria (en ruso: Маньчжурия под оккупацией СССР; en chino: 苏联占领下的满洲) fue el periodo durante el cual el territorio chino de Manchuria —anteriormente dominado por el estado títere de Manchukuo— estuvo bajo ocupación militar soviética. En la primavera de 1946 las fuerzas soviéticas se retiraron completamente del territorio, a excepción del puerto de Lüshun —antiguo Port Arthur—, donde siguieron manteniendo una base naval hasta 1955.

## Historia
Durante los acuerdos de Yalta, en febrero de 1945, los Aliados, acordaron que la Unión Soviética se uniría a la guerra contra Japón después de que la Alemania nazi fuese derrotada. Ya en 1944 los estrategas estadounidenses habían planteado la posibilidad de ocupar militarmente Manchuria, hacia el final de la contienda, pero finalmente esta opción fue desechada por ser más probable una ocupación militar soviética o china del territorio.
El 9 de agosto de 1945, tres meses después de la rendición alemana, los soviéticos declararon la guerra a Japón e invadieron Manchuria. En aquel momento el territorio estaba bajo control estado títere japonés de Manchukuo, aunque el territorio estaba bajo el control del Ejército de Kwantung. En poco tiempo los soviéticos lograron arrollar a los defensores japoneses y hacerse con el control del vasto territorio manchú. Tras la rendición japonesa, la mayor parte de Manchuria pasó a estar bajo ocupación soviética. Los gobiernos títeres de Manchukuo y la Mongolia Interior —Mengjiang— fueron disueltos. Las nuevas autoridades soviéticas pusieron el control de las administraciones locales en manos de miembros de la resistencia antijaponesa. La ocupación militar de Manchuria se alargó durante ocho meses, hasta mediados de 1946.
Ya desde el mismo final de la contienda mundial comenzaron los conflictos entre los comunistas chinos y los militantes del Kuomintang, que rivalizaron por hacerse con el control de los puntos estratégicos de la región. Bajo el apoyo o la aquiescencia de la Unión Soviética, los comunistas chinos lograron hacerse con el control de algunas zonas clave, aunque no con la totalidad del territorio. Al tiempo que esto ocurría, a comienzos de 1946 en la China continental empezaron a producirse protestas contra la ocupación soviética de Manchuria, las cuales pronto se extendieron a algunas ciudades manchúes. Aunque las fuerzas del Kuomintang deseaban una rápida evacuación militar soviética en Manchuria, esto habría supuesto que la región cayese inmediatamente en manos comunistas. Por ello, las autoridades chinas fueron postergando en varias ocasiones la fecha final de retirada militar rusa. Las fuerzas soviéticas completaron su retirada en mayo de 1946.
No obstante, la Unión Soviética todavía mantuvo algunos de sus privilegios e intereses en la zona hasta la firma del Tratado sino-soviético de 1950.